# Dypsis bernieriana
Espèce
Dypsis bernierana est une espèce de palmiers (Arecaceae), endémique de Madagascar. En 2012, comme en 1995, elle est considérée par l'IUCN comme une espèce vulnérable.